# Fort l'Écluse
Fort l'Écluse, anche chiamato Fort de l'Écluse o Fort de la Cluse, è una fortificazione militare situata vicino al paese di Collonges, nel dipartimento dell'Ain nella Francia orientale. Domina dall'alto la valle del Rodano, in una strettoia che costituisce un accesso naturale alla Francia dalla Svizzera, tra il massiccio del Giura e i monti del Vuache.
Il forte venne costruito per volere del duca di Savoia e completato da Sébastien Le Prestre de Vauban durante il regno di Luigi XIV. Fu distrutto dagli austriaci nel 1815 e, in seguito, ricostruito, rinforzato e ingrandito dai francesi.